# Glossotherium

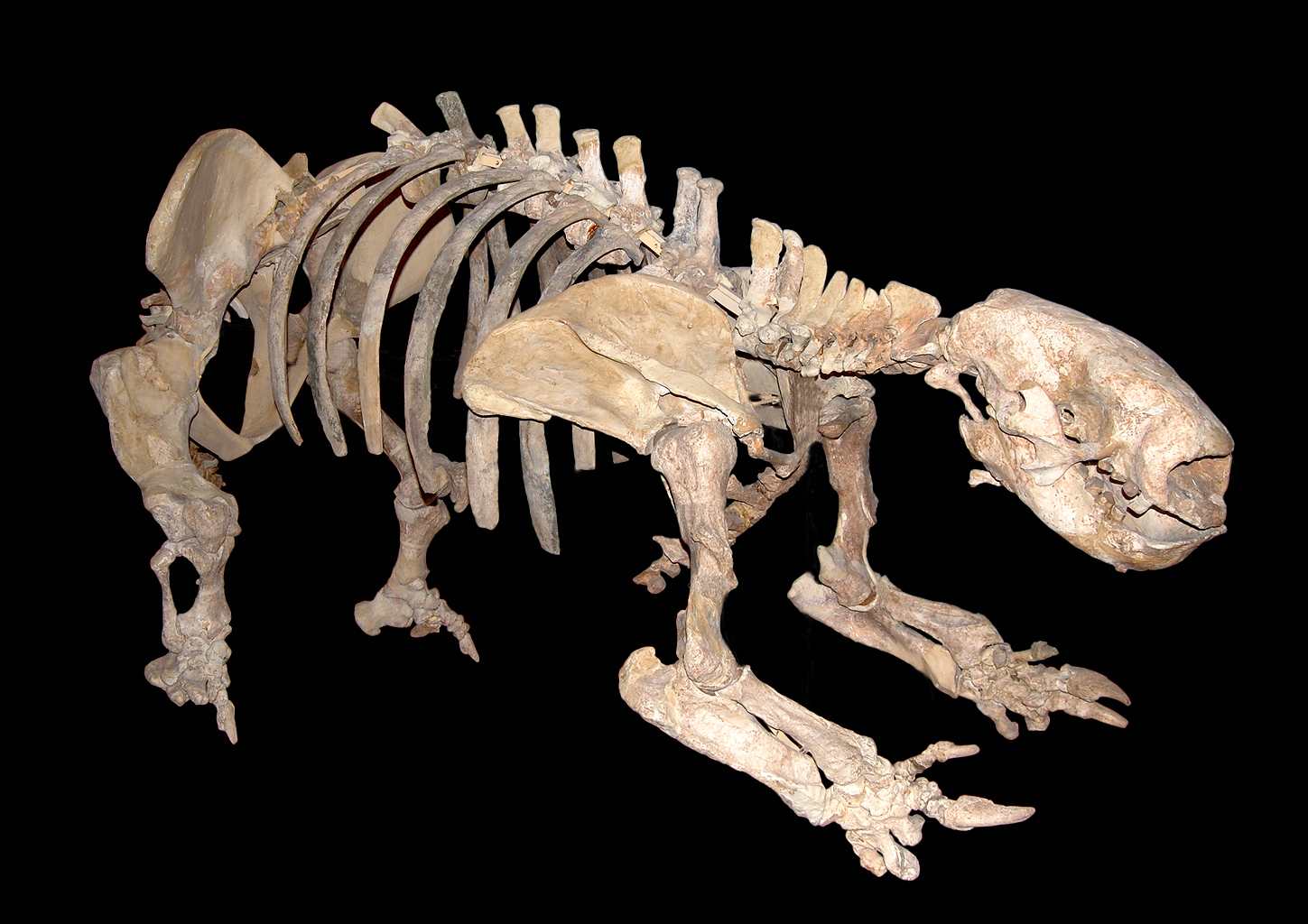
Esqueleto de um Glossotherium da espécie G. robustum em Viena

Glossotherium é um gênero extinto de preguiças milodontídeos que viveu durante o pleistoceno. Tinha entre 3,5 e 4 metros de comprimento e podia chegar até 1,5 toneladas.